# Carlo Vizzardelli
Carlo Vizzardelli (Monte San Giovanni Campano, 21 luglio 1791 – Roma, 24 maggio 1851) è stato un cardinale italiano.

## Biografia

### Infanzia e formazione
Carlo Vizzardelli nacque il 21 luglio 1791, nel comune italiano di Monte San Giovanni Campano, facente parte della diocesi di Veroli, a Palazzo Mobilj. La famiglia da cui proveniva era benestante.
Dopo aver compiuto gli studi primari, decise di seguire la sua vocazione. Iniziò gli studi ecclesiastici presso il Seminario di Veroli, per poi frequentare la Sapienza - Università di Roma, dove conseguì un dottorato ad honorem in teologia e in utroque iure in diritto canonico e civile.

### Ordinazione sacerdotale
Venne ordinato presbitero a Veroli, e divenne professore pubblico di diritto canonico presso l'Università di Bologna e l'Università La Sapienza di Roma. Nel 1829, venne nominato canonista della Penitenzieria Apostolica e sostituto del segretario dei Brevi Apostolici. Nel 1830 divenne consultore della Sacra Congregazione per gli Affari Ecclesiastici Straordinari. Nel 1832, venne promosso nella Penitenzieria Apostolica, e, nello stesso anno, divenne segretario per i brevi ai principi e per le lettere latine. Ricevette anche l'incarico di ciambellano di Sua Santità e quello di canonico del capitolo della patriarcale basilica liberiana. Il 18 aprile 1839, venne fregiato del titolo di prelato. Dal 1839 al 1847, fu datario della Penitenzieria Apostolica, e dal 1846 al 1847, fu insignito della dignità di protonotario apostolico. Nel 1834, divenne consultore della Sacra Congregazione per i Vescovi, e dal 30 gennaio 1843 al 24 luglio 1847, tenne l'incarico di segretario della Sacra Congregazione per gli Affari Ecclesiastici Straordinari.

### Cardinale
Venne creato cardinale nel concistoro del 17 gennaio 1848, ricevendo, da parte di Papa Pio IX, la berretta rossa e titolo presbiterale di San Pancrazio fuori le mura tre giorni dopo, il 20 gennaio. Divenne successivamente prefetto della Pontificia accademia di teologia a Roma. Svolse l'importante ruolo di negoziatore durante il concordato con il Granduca di Toscana, firmato a Roma il 3 marzo 1848, poco prima della rivoluzione che scosse l'Europa. Venne nominato prefetto della Sacra Congregazione degli Studi e amministratore delle istituzioni pubbliche il 10 aprile 1848. Quando Papa Pio IX fuggì a Gaeta, egli lo accompagnò e rimase al suo fianco come consulente di fiducia.

### Morte
Il cardinale morì il 24 maggio 1851 a Roma, all'età di soli 59 anni. La sua salma venne esposta nella Basilica di San Lorenzo in Damaso, a Roma, dove il funerale ebbe luogo il 28 maggio 1851, con la partecipazione di Papa Pio IX in persona. Le sue spoglie ora riposano nella sua chiesa titolare.